# Femboy

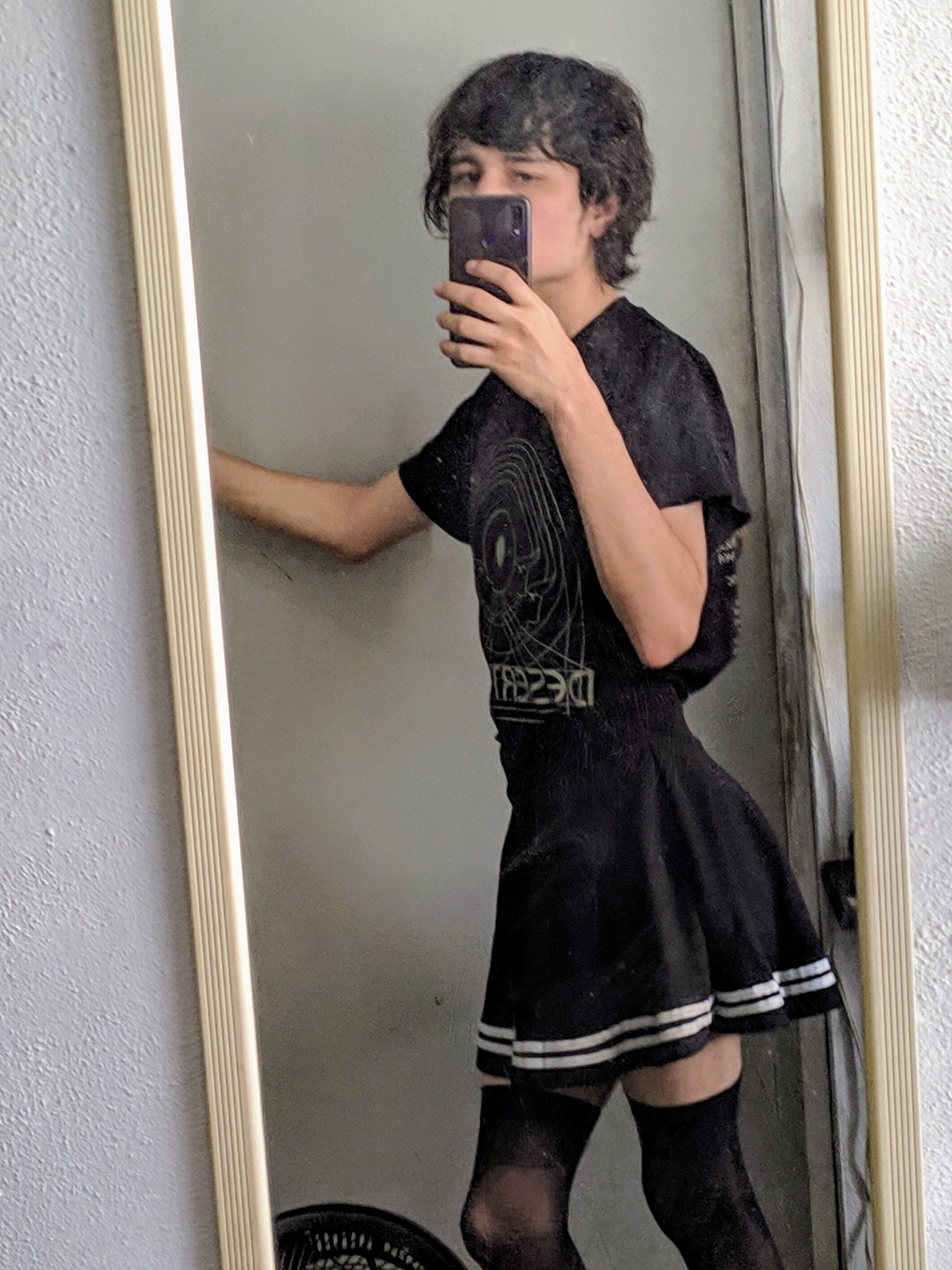
Een femboy

Femboy is een slangterm die gebruikt wordt voor meestal cisgender mannen die traditioneel vrouwelijke kenmerken vertonen. De term kan als een belediging worden ervaren, maar LHBT-personen kunnen het ook op een positieve manier gebruiken om iemands genderexpressie mee aan te duiden.
Een femboy kan zich bezighouden met het dragen van bijvoorbeeld jurken, rokjes en nagellak.

## Geschiedenis en etymologie
De term ontstond in de jaren 1990 en was aanvankelijk vernederend bedoeld. De term is een samenvoeging van Fem, een afkorting voor feminien, en het Engelse woord boy (Nederlands: jongen). Beide woorden waren kleinerend bedoeld en door het samenvoegen van de woorden was het een verdubbeling van de belediging. Door de opkomst van internetcultuur ontstond de positievere connotatie, omdat het een beroep deed op een mix van feminiene en masculiene eigenschappen.

In de populaire cultuur hebben artiesten als Harry Styles en Jaden Smith zich ingelaten met de femboystijl.